# استفن منزه
استفن منزه (انگلیسی: Steffen Menze؛ زادهٔ ۲۸ ژانویهٔ ۱۹۶۹) بازیکن فوتبال اهل آلمان است.
از باشگاه‌هایی که در آن بازی کرده‌است می‌توان به باشگاه فوتبال تسویکاو، باشگاه فوتبال هانوفر ۹۶، باشگاه فوتبال یونیون برلین، باشگاه فوتبال اف‌سی فرانکفورت، باشگاه فوتبال کیکرز اوفنباخ، باشگاه فوتبال آینتراخت فرانکفورت، و باشگاه فوتبال سن پائولی اشاره کرد.